# Torzo
Trup je anatomski dio tijela bez glave, vrata, udova i repa. Kod čovjeka taj dio tijela se također naziva kao torzo.
Trup je podijeljen u četiri dijela:
- prsni koš (lat. thorax) ili prsa (lat. pectus)
- trbuh (lat. abdomen)
- leđa (dorsum)
- zdjelica (lat. Pelvis)

Najuži dio torza naziva se struk.